# Nicolau Travé
Nicolau Travé, fou un escultor que va realitzar el seu treball a Barcelona, en la segona meitat del segle xviii.
Fill de Joan Travé, també escultor, es va examinar d'escultor el 1764. Al seu taller va tenir com deixeble a Damià Campeny. Amb obres aplicades a l'arquitectura, retaules i imatges, com el de l'altar major del temple de Sant Pere de Terrassa, datat l'any 1771, del qual es conserva la imatge de sant Pere al Museu de Terrassa.
Va realitzar el retaule per a l'església de Sant Vicenç de Sarrià a Barcelona, quan es va reconstruir el 1789. Aquest altar va ser cremat durant la guerra civil espanyola de 1936. També consta que va realitzar treballs per a altres esglésies de la ciutat, com la de Sant Francesc, Sant Felip Neri, Santa Anna i Santa Mònica, a la Mercè i a la parroquial de Sant Jaume, però gairebé tota la seva obra ha desaparegut.
La seva escultura més coneguda és el Neptú (1802), per a la font del pati de la Llotja de Mar a Barcelona, el grup, el qual es complementa amb les dues figures de nereides executades per l'escultor Antoni Solà.

## Obres
- Retaule a Sant Pere de Terrassa
- Creu de Terme a Vilanova i la Geltrú
- Neptú, al pati de la Llotja de Mar

## Galeria d'imatges

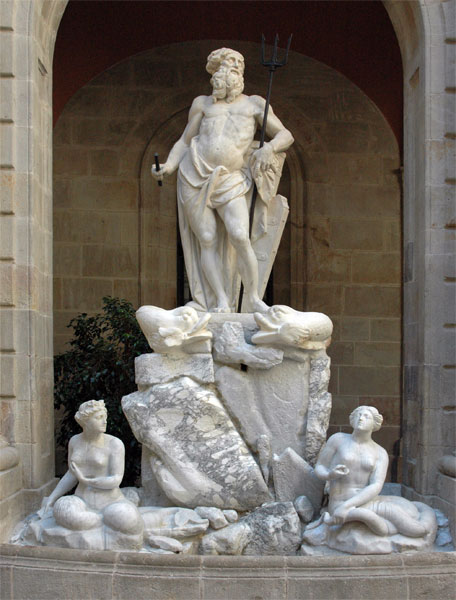
Neptú, obra de Travé ubicada a la Llotja de Mar
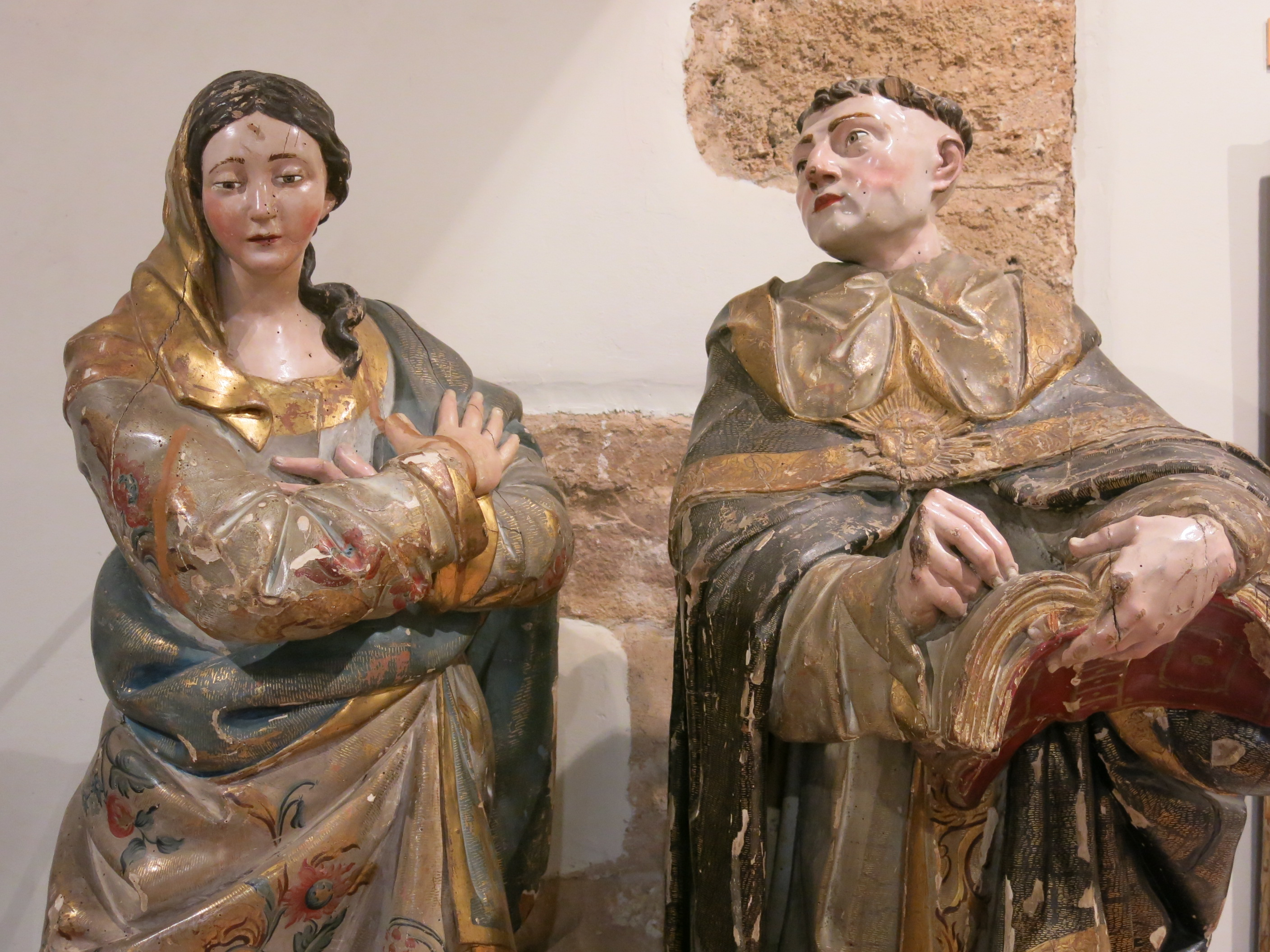
Escultures del retaule major de Sant Pere (Museu de Terrassa)